# Psammophis subtaeniatus
Psammophis subtaeniatus är en ormart som beskrevs av Peters 1881. Psammophis subtaeniatus ingår i släktet Psammophis och familjen snokar.
Denna orm förekommer i Afrika från södra Angola, centrala Namibia och södra Zambia till västra Moçambique, nordöstra Sydafrika och Swaziland. Arten lever i låglandet och i bergstrakter upp till 1500 meter över havet. Individerna vistas i savanner och i buskskogar. Honor lägger ägg.
För beståndet är inga hot kända. Hela populationen anses vara stabil. IUCN kategoriserar arten globalt som livskraftig.

## Underarter
Arten delas in i följande underarter:
- P. s. subtaeniatus
- P. s. sudanensis
- P. s. orientalis